# Фаунтин Хил (Арканзас)
Фаунтин Хил (енгл. Fountain Hill) град је у америчкој савезној држави Арканзас.

## Демографија
По попису из 2010. године број становника је 175, што је 16 (10,1%) становника више него 2000. године.
| Група             | 2000.      | 2010.       |
| Белци             | 96 (60,4%) | 110 (62,9%) |
| Афроамериканци    | 56 (35,2%) | 56 (32,0%)  |
| Азијати           | 0 (0,0%)   | 0 (0,0%)    |
| Хиспаноамериканци | 4 (2,5%)   | 7 (4,0%)    |
| Укупно            | 159        | 175         |